# Francisco Manuel Sánchez de Tagle
Francisco Manuel Sánchez de Tagle (Valladolid, Michoacán, 11 de enero de 1782 - México, 7 de diciembre de 1847) fue un poeta, escritor, abogado y político novohispano y posteriormente mexicano.

## Semblanza biográfica
Sus padres fueron Manuel Sánchez de Tagle y Daniela Gertrudis Varela Jair. En 1787, junto con su familia, se trasladó a vivir a la Ciudad de México. Ingresó al Colegio de San Juan de Letrán, en donde estudió latín, filosofía, teología y jurisprudencia. Leyó con profundidad y realizó traducciones a las obras de Homero, Virgilio, Descartes, y Leibnitz.
En 1801, obtuvo el título de abogado en la Universidad de México e impartió clases de filosofía en el Colegio de San Juan de Letrán. Se interesó, además, por el estudio de la historia, matemáticas, astronomía, geografía y física. Su destacada afición a las artes plásticas le mereció ser nombrado socio honorario de la Real Academia de San Carlos de las Nobles Artes de la Nueva España. En 1808, fue regidor del Ayuntamiento de la Ciudad de México.
Durante la guerra de Independencia de México simpatizó con las fuerzas insurgentes. Fue miembro del grupo clandestino de los Guadalupes, coadyuvó para la causa independentista enviando una imprenta a Ignacio López Rayón. En 1814, fue elegido diputado a las Cortes Españolas, en 1815 fue vocal de la Junta de Arbitrios y en 1820 individuo de la censura por las Cortes.
Tras la proclamación del Plan de Iguala y la firma de los Tratados de Córdoba, fue elegido miembro de la Suprema Junta Provisional Gubernativa. Trabajó en la redacción del Acta de Independencia del Imperio Mexicano, y fue uno de los firmantes de la misma, el 28 de septiembre de 1821. Fue diputado del primer Congreso Constituyente, el cual redactó la Constitución Federal de los Estados Unidos Mexicanos de 1824. Fue vicegobernador y gobernador interino del Estado de México. Fue invitado a ser gobernador del estado de Michoacán, pero declinó la oferta, aunque más tarde representó a dicho estado como senador. De 1824 a 1846,  fue elegido diputado al Congreso en cinco Legislaturas.
En 1833, se le ordenó salir del país exiliado por la Ley del Caso. En 1835, encabezó el comité que promulgó las Siete Leyes Constitucionales. El 9 de mayo de 1836, fue nombrado miembro propietario y secretario del Supremo Poder Conservador. Ese mismo año, fue nombrado director del Nacional Monte de Piedad. Los sucesos de la ocupación estadounidense en la capital, deterioraron su ánimo y salud. El 5 de diciembre de 1847, caminando por las calles de la capital, sufrió un atentado de asalto por parte de soldados estadounidenses, donde fue despojado de su reloj, a consecuencia de las heridas recibidas murió el 7 de diciembre.

## Obra literaria
Trescientas veces el Zodiaco inmenso

recorre el padre de la lumbre pura,

mientras la patria esclavizada apura

el hondo cáliz del dolor intenso.

Bendecida en su bello suelo inmenso

rico para su mal y desventura,

a sordo cielo enviaba su amargura

entre humo puro de oloroso incienso.

Irrompibles creyeron tus cadenas

e invencibles los hados, sus señores,

eternas ella imaginó sus penas.

Pero la hora feliz suena en Dolores,

estalla el fuego en las filiales penas

y humo se tornan hierros y opresores.|

Prieto Pradillo, G. (1985). Memorias de mis tiempos, p. 23. Colección "Sepan cuantos..." núm. 481. México: Porrúa. ISBN 968-452-099-9

Fue mayoral de la Arcadia Mexicana, siendo sucesor de Manuel Martínez de Navarrete. Realizó traducciones de Pietro Metastasio, Jean-Jacques Rousseau y Alphonse de Lamartine. Fue miembro de la Compañía Lancasteriana. Como articulista, colaboró para el Diario del Obispado de la República Mexicana, el Diario de México —bajo los seudónimos de Nicolás Fragcet y Flagrasio Cicné— y El Observador de la República Mexicana.  Entre sus obras poéticas destacan:
- "Oda á Humboldt".
- "Á la gloria inmortal de los valientes españoles", también conocido con el nombre de "Al levantamiento de la España en la invasión de los franceses".
- "Oda á la coronación de Fernando VII".
- "Oda sobre lo que exige de nosotros la religión en las críticas circunstancias del tiempo".
- "Oda á la Inmaculada Concepción de María"
- "La infelicidad humana"
- "El rompimiento", "El estío" y "La palinodia", traducciones de Metastasio.
- "Arenga cívica", pronunciada en la Plaza Mayor de México, el 16 de septiembre de 1830.
- "Discurso sobre la creación de un poder conservador", pronunciado el 15 de diciembre de 1835.

Existe una compilación de sus obras poéticas, la cual fue ordenada y publicada en 1852 por su hijo Agustín.

## Cuando participó en la independencia
- Alfonzo Jiménez, Armando (2006).  Raúl Márquez Romero, ed. Ensayos histórico-jurídicos: México y Michoacán. México: Instituto de Investigaciones Jurídicas de la Universidad Nacional Autónoma de México. ISBN 970-32-3920-X. Consultado el 19 de junio de 2011. (enlace roto disponible en Internet Archive; véase el historial, la primera versión y la última).
- Pesado, José Joaquín (2002). «Francisco Manuel Sánchez de Tagle».  En Fernando Tola de Habich, ed. Obra literaria I. Miscelánea. México: Universidad Nacional Autónoma de México. pp. 365-372. ISBN 968-36-8819-5. Consultado el 19 de junio de 2011.
- Sosa, Francisco (2006). «Sánchez de Tagle, Francisco M.». Biografías de mexicanos distinguidos (4a. edición). México: Porrúa. pp. 722-725. ISBN 970-07-6667-5.